# Saut (athlétisme)
Pour les articles homonymes, voir Saut.

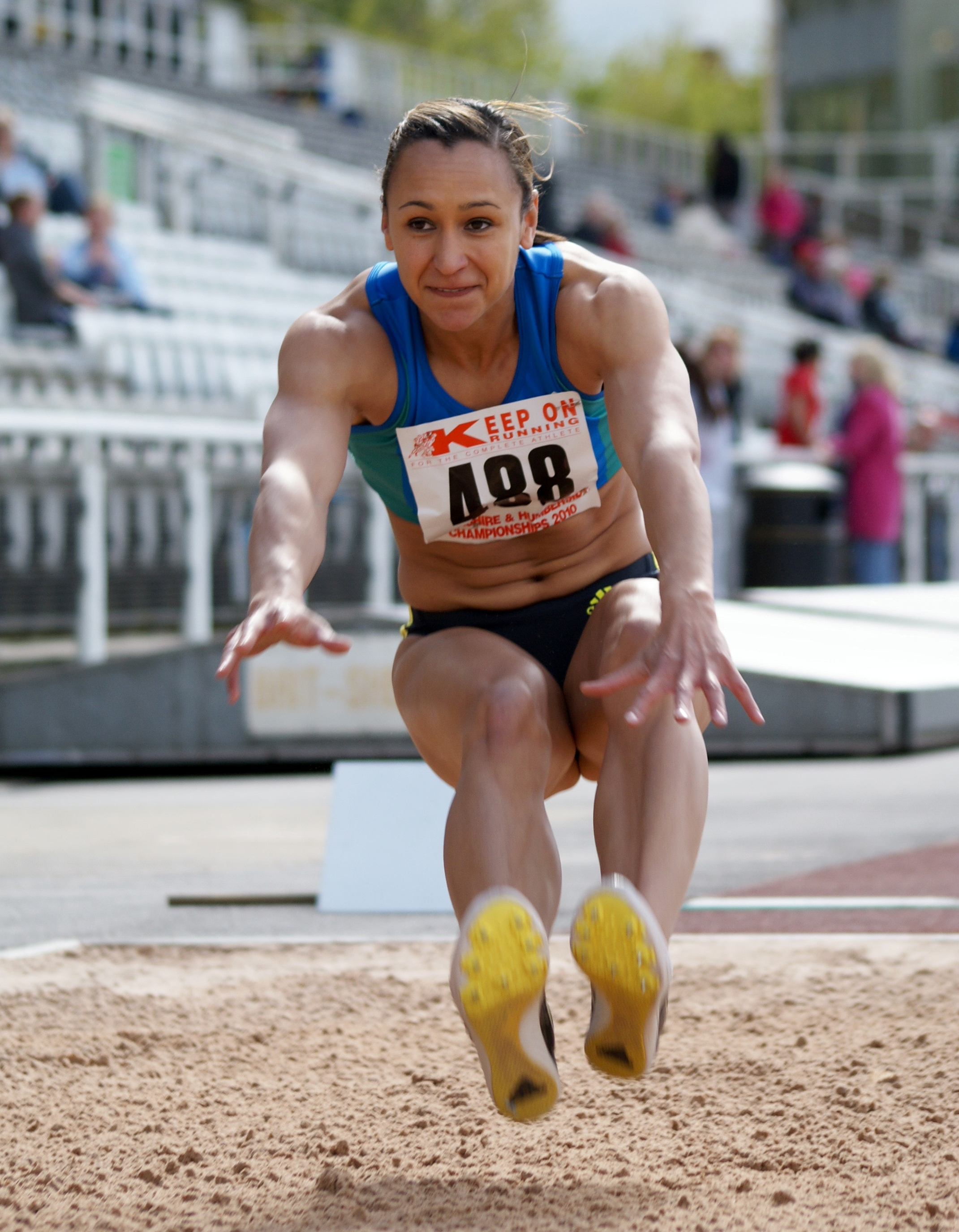
Jessica Ennis

Le saut est une épreuve d'athlétisme dans laquelle l'athlète doit parcourir la plus grande distance par un saut soit horizontal dans le cas du saut en longueur et du triple saut, soit vertical avec le saut en hauteur et le saut à la perche.

## Généralités
Les sauts sont précédés d'une course d'élan. Pour chaque saut, le pratiquant l'effectue à trois reprises, le meilleur étant seul retenu.

## Saut en longueur et triple saut
Les sauts sont mesurés au centimètre près à partir du bout de la  planche.
Le pratiquant doit sauter avant la plaque de plasticine de la planche, la toucher étant un motif d'annulation, le saut étant dit « mordu ».
Outre les trois essais de tout saut, dans les grands championnats ou meetings, s'il est dans les huit premiers en compétition, il peut généralement effectuer trois autres essais.
Les records du monde de la longueur et du triple saut sont respectivement :
- 8,95 m par Mike Powell à  Tokyo.
- 18,28 m par Jonathan Edwards à  Göteborg.

## Saut en hauteur et saut à la perche
Le saut consiste à passer au-dessus d'une  barre dont la hauteur augmente progressivement.
Si le sauteur fait tomber la barre, touche le tapis avant d'avoir franchi la barre, perche comprise, ou que la barre ne touche plus les taquets à un moment du saut, celui-ci est considéré comme nul.
Les records du monde de la perche et en hauteur sont respectivement :
- 6,24 m en salle à Belgrade par Armand Duplantis et 6,22 en plein air à Clermont-Ferrand par Armand Duplantis.
- 2,45 m par Javier Sotomayor à Salamanque.